# Čugujevka
Čugujevka (také známo jako Sandagou, Sicharovka (chybně), Sacharovka (chybně), Sokolovka a Bulyga-Fadějevo) je vojenská letecká základna v Přímořském kraji v Rusku. Hlavní úkol vojenské základny bylo ochránit vzdušný prostor nad Vladivostokem, nad kterým přelétávala americká špionážní letadla SR-71. Byl zde umístěn 530. bojový pluk 11. letecké armády sovětské protivzdušné obrany. Během 60. let 20. století zde byla umístěna letadla MiG-17 a v 70. letech zde bylo proti letadlům SR-71 umístěno 36 letadel MiG-25P. V 90. letech byly doplněny letadly typu MiG-31.
Letiště vešlo do povědomí v září 1976, kdy MiG-25 z Čugujevky, pilotovaný Viktorem Bělenkem, přeběhl do Hakodate v Japonsku, což znamenalo vážné porušení bezpečnosti Sovětského svazu.